# Hymenophyllum apiculatum
Hymenophyllum apiculatum là một loài thực vật có mạch trong họ Hymenophyllaceae. Loài này được Mett. ex Kuhn miêu tả khoa học đầu tiên năm 1868.